# Enneanectes jordani
Enneanectes jordani és una espècie de peix de la família dels tripterígids i de l'ordre dels perciformes.

## Morfologia
- Els mascles poden assolir 4 cm de longitud total.[1]

## Hàbitat
És un peix marí, de clima tropical i associat als esculls de corall que viu entre 0-10 m de fondària.

## Distribució geogràfica
Es troba des de les Bahames fins a Puerto Rico.

## Observacions
És inofensiu per als humans.